# Gyroweisia shansiensis
Gyroweisia shansiensis là một loài rêu trong họ Pottiaceae. Loài này được Sakurai mô tả khoa học đầu tiên năm 1949.